# Bob vid olympiska vinterspelen 1964
Bob vid olympiska vinterspelen 1964 i Innsbruck, Österrike. 

## Medaljörer
| Spel                          | Guld                                                   | Silver                                                               | Brons                                                              |
| Herrar, fyramanna Detaljer... | Kanada Vic Emery Peter Kirby Douglas Anakin John Emery | Österrike Erwin Thaler Adolf Koxeder Josef Nairz Reinhold Durnthaler | Italien Eugenio Monti Sergio Siorpaes Benito Rigoni Gildo Siorpaes |
| Herrar, tvåmanna Detaljer...  | Storbritannien Anthony Nash Robin Dixon                | Italien Sergio Zardini Romano Bonagura                               | Italien Eugenio Monti Sergio Siorpaes                              |

## Två-manna
| Medalj | Namn                                    | Tid     |
| Guld   | Robin Thomas Dixon, Anthony Nash        | 4.21,90 |
| Silver | Sergio Zardini, Romano Bonagura         | 4.22,02 |
| Brons  | Eugenio Monti, Sergio Siorpaes          | 4.22,63 |
| 4      | Victor Emery, Peter Kirby               | 4.23,49 |
| 5      | Lawrence K. McKillip, James Ernest Lamy | 4.24,60 |
| 6      | Franz Wörmann, Hubert Braun             | 4.24,70 |

En sväng i Sankt Moritz-Celerinas olympiska bobbana har namngivits efter Nash och Dixon, kallad "Nash-Dixon-hörnet".

## Fyra-manna
| Medalj | Namn                                                                     | Tid     |
| Guld   | Peter Kirby, Doug Anakin, John Emery, Vic Emery                          | 4:14.46 |
| Silver | Erwin Thaler, Adolf Koxeder, Josef Nairz, Reinhold Durnthaler            | 4:15.48 |
| Brons  | Eugenio Monti, Sergio Siorpaes, Benito Rigoni, Gildo Siorpaes            | 4:15.60 |
| 4      | Sergio Zardini, Sergio Mocellini, Ferruccio Dalla Torre, Romano Bonagura | 4.15,89 |
| 5      | Franz Schelle, Ludwig Siebert, Josef Sterff, Otto Göbl                   | 4.16,19 |
| 6      | William Hickey, Reginald Benham, William Dundon, Charles Pandolph        | 4.17,23 |

Det kanadensiska fyra-manna-laget med bestående Kirby, Anakin och bröderna Emery skakade de österrikiska favoriterrna.

## Medaljställning
| Pl. | Nation         | Guld | Silver | Brons | Totalt |
| --- | -------------- | ---- | ------ | ----- | ------ |
| 1   | Kanada         | 1    | 0      | 0     | 1      |
| 1   | Storbritannien | 1    | 0      | 0     | 1      |
| 3   | Italien        | 0    | 1      | 2     | 3      |
| 4   | Österrike      | 0    | 1      | 0     | 1      |